# آب‌های بین‌المللی

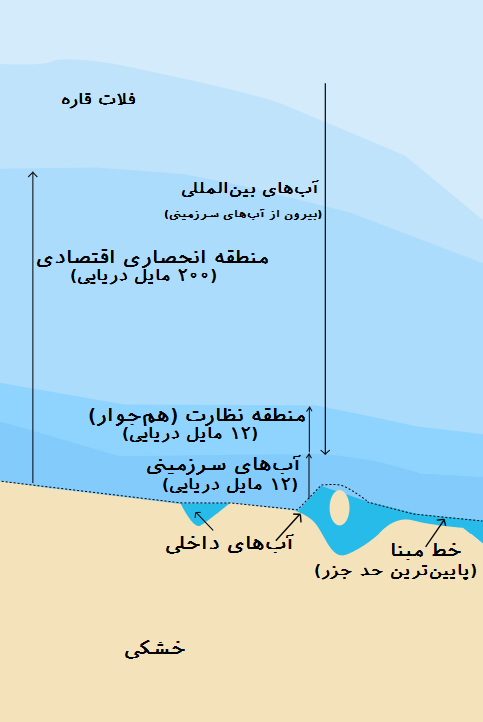
نقشه مناطق دریایی
از خط مبدأ به سمت ساحل: آب‌های داخلی
تا ۱۲ مایل دریایی دورتر از ساحل: آب‌های سرزمینی
۱۲ مایل دریایی دیگر پس از آن: منطقه همجوار
تا ۲۰۰ مایل دریایی دور از ساحل: منطقه انحصاری اقتصادی
فراتر از آب‌های سرزمینی: آب‌های آزاد

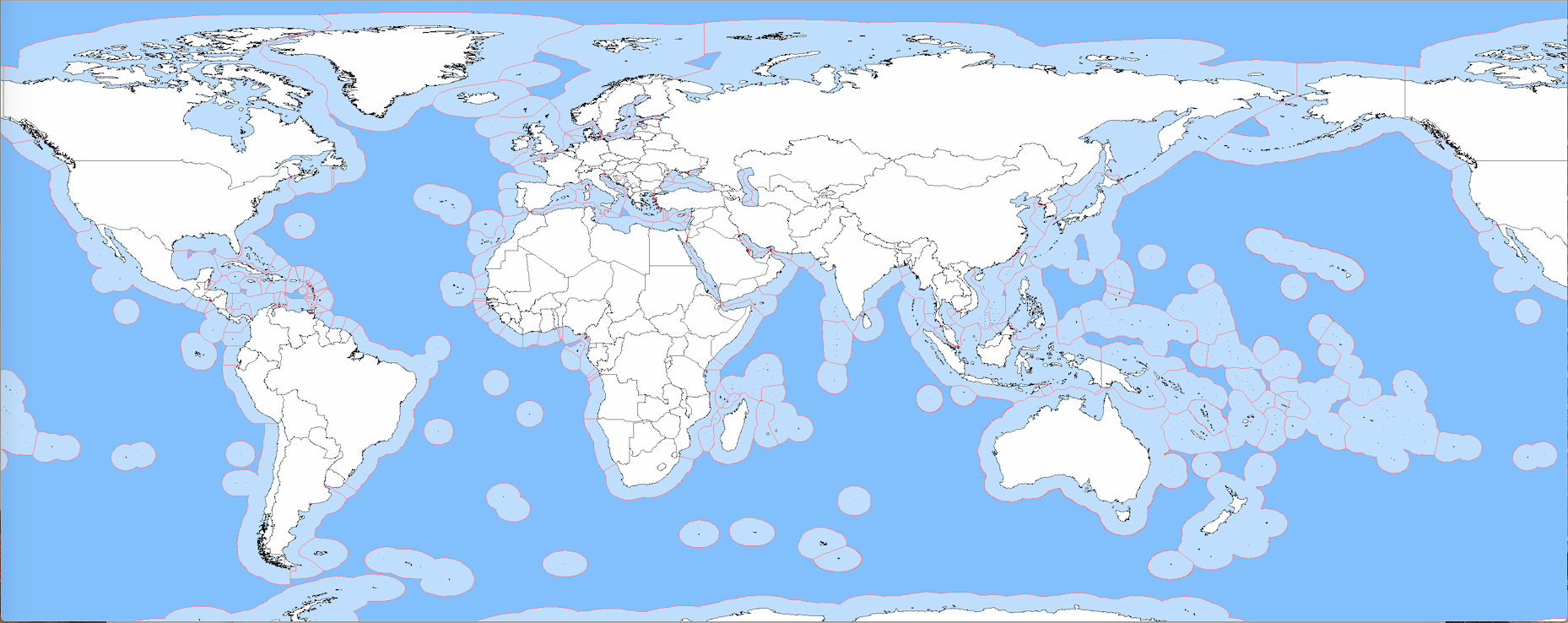
آب‌های بین‌المللی به رنگ آبی نشان داده شده‌اند.

آب‌های بین‌المللی به هر جایی که هر یک از اقیانوس‌ها، دریاهای منطقه‌ای بسته یا نیمه‌بسته و مصب رودها، رودها، دریاچه‌ها، سامانه‌های آب‌های زیرزمینی و تالاب‌ها گفته می‌شود که فراتر از مرزهای بین‌المللی باشند.